# ARN nucleolar
El ARN nucleolar (abreviado ARNn) es una larga molécula de ácido ribonucleico, sintetizado y localizado en el nucléolo de las células eucariotas, a partir de la transcripción del ADN, formado por una secuencia de unos 13 000 nucleótidos, y que es precursor e indispensable para la síntesis de la mayor parte del ARN ribosómico.

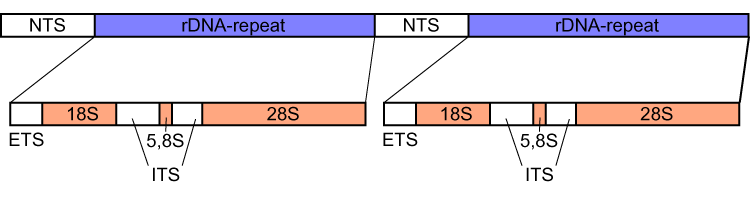
Disposición en tándem del ADN ribosómico eucariótico. Se observa la posición de las futuras moléculas de ARNribosomal 18S, 5.8S y 28S. NTS: espaciador no transcribible de la molécula de ADN, ETS: espaciador transcribible externo, ITS: espaciador transcribible interno.

El ARN nucleolar tiene un tamaño de 45 S (coeficiente de sedimentación), es precursor de parte del ARNr (ARN ribosómico), concretamente del ARNr 28S (de la subunidad mayor), el ARNr 5,8S (de la subunidad mayor) y el ARNr 18 S (de la subunidad menor).

Lleva la información sobre la secuencia de aminoácidos de la proteína desde el ADN, lugar en que está inscrita, hasta el ribosoma, lugar en que se sintetizan las proteínas de la célula. Es una molécula intermediaria entre el ADN y la proteína. 
En eucariotas, el ARNm se sintetiza en el nucleoplasma del núcleo celular y de allí accede al citosol, donde se hallan los ribosomas, a través de los poros de la envoltura nuclear.
Es el ARN más abundante en la célula, y puede purificarse fácilmente. Una célula típica contiene 10 veces más ARN que ADN. El azúcar presente en el ARN es la ribosa. Esto indica que en la posición 2' del anillo del azúcar hay un grupo hidroxilo (OH) libre. Por este motivo, el ARN es químicamente inestable, de forma que en una disolución acuosa se hidroliza fácilmente. En el ARN la base que se aparea con la A es U, a diferencia del ADN, en el cual la A se aparea con T. En la mayor parte de los casos es un polímero monocatenario, pero en ciertos casos puede presentar zonas en su secuencia con apareamientos intracatenarios. 
Según las modernas teorías sobre el origen de la vida, parece bastante probable que el ARN fuese el primer biopolímero que apareció en la corteza terrestre durante el transcurso de la evolución.

## Tipos de ácido ribonucleico
Se distinguen varios tipos de ARN por sus funciones conocidas y por sus pesos moleculares:
- ARN heterogéneo nuclear (ARNhn): ARNm primario localizado en el núcleo y de tamaño variable. Precursor del ARN mensajero, se transforma en él tras la eliminación de los Intrones, las secuencias que no codifican genes.
- ARN nucleolar (ARNn): Es del que estamos hablando. ARN pequeño nucleolar (RNAsn en inglés)
- ARN transferente, o de transferencia (ARNt) o (tRNA en inglés) : es un tipo de ácido ribonucleico encargado de transportar los aminoácidos a los ribosomas para incorporarlos a las futuras proteínas durante el proceso de síntesis proteica.
- ARN ribosómico (ARNr): es el tipo de ARN más abundante en las células y forma parte de los ribosomas que se encargan de la síntesis de proteínas según la secuencia de nucleótidos del ARN mensajero.
- ARN mensajero (ARNm): es el ácido ribonucleico que contiene la información genética procedente del ADN para utilizarse en la síntesis de proteínas, es decir, determina el orden en que se unirán los aminoácidos. El ARN mensajero es un ácido nucleico monocatenario, al contrario que el ADN que es bicatenario de doble hebra helicoidal.

Los anticuerpos anti-ARN nucleolar aparecen en la esclerodermia y otras enfermedades reumáticas.
- Datos: Q8182953